# Massacre do Ônibus
O Massacre do Ônibus (também conhecido como incidente ou massacre de Ayin-el-Remmaneh) é comumente apresentado como a faísca que detonou os conflitos sectários que culminaram na Guerra Civil Libanesa.

## História
Em 13 de abril de 1975, no subúrbio cristão de Ayin-el-Remmaneh, no leste de Beirute, pistoleiros não-identificados dentro de um automóvel em alta velocidade abriram fogo contra membros do Partido Kata'ib (mais conhecido como Falanges Libanesas) que deixavam uma cerimônia na igreja maronita. Pierre Gemayel, líder do Kata'ib e patriarca de uma das mais poderosas famílias do Líbano, estava presente e escapou ileso do atentado que deixou quatro mortos e foi imediatamente atribuído a grupos palestinos.
Horas mais tarde, partidários dos Gemayel retaliaram matando 26 militantes da Frente Popular para a Libertação da Palestina-Comando Geral (ou FPLP-CG, uma dissidência radical da Frente) que viajavam em um ônibus em Ayin-el-Remmaneh, após assistirem a uma conferência da FPLP-CG, e estavam a caminho do campo de refugiados palestino de Tel al-Zaatar. Conforme a notícia do assassinato se espalhava, eclodiam confrontos armados entre milícias palestinas e as falanges por toda Beirute. Logo, milícias que integravam o Movimento Nacional Libanês entraram na batalha ao lado dos palestinos.

## Consequências
Este incidente sangrento, que ficou conhecido como o "massacre de ônibus", incitou o ódio sectário e a desconfiança de longa data e gerou lutas pesadas em todo o país entre os milicianos das Forças Reguladoras de Kataeb e os Fedaiyyin palestinos e seus aliados muçulmanos de esquerda do Movimento Nacional Libanês (LNM) aliança, resultando em mais de 300 mortos em apenas três dias.
O recém-nomeado primeiro-ministro libanês, o muçulmano sunita Rashid al-Sulh, tentou em vão acalmar a situação o mais rápido possível, enviando na noite do dia seguinte ao massacre um destacamento da Gendarmaria das Forças de Segurança Interna Libanesas para Ain el-Rammaneh, que deteve vários suspeitos. Além disso, o Primeiro Ministro Sulh tentou pressionar o Presidente do Partido Falangista, Pierre Gemayel, a entregar às autoridades os milicianos Falangistas KRF responsáveis pela morte do motorista palestino. Gemayel recusou publicamente no entanto, insinuando que ele e seu Partido não obedeceriam mais à autoridade do governo. Mais tarde, ele enviou uma delegação falangista em uma missão para garantir a libertação dos suspeitos anteriormente detidos e mantidos sob custódia pelas autoridades libanesas, afirmando que os indivíduos envolvidos no incidente estavam apenas se defendendo e que nenhuma acusação poderia ser feita contra eles.
Conforme a notícia dos assassinatos se espalhou, confrontos armados entre facções guerrilheiras da OLP e outras milícias cristãs estouraram em toda a capital libanesa. Logo as milícias do Movimento Nacional Libanês (LNM) entraram na briga ao lado dos palestinos. Inúmeros cessar-fogo e conversas políticas realizadas por meio de mediação internacional foram infrutíferas. A violência esporádica se transformou em uma guerra civil completa nos dois anos seguintes, conhecida como a fase 1975-76 da Guerra Civil Libanesa, na qual 80 000 pessoas perderam suas vidas e dividiram o Líbano em linhas faccionais e sectárias por mais 15 anos.